# Diego Inostroza
Diego Alfredo Inostroza Mellado, (Santiago, Chile, 25 de abril de 1992) es un  futbolista chileno que juega como delantero.

## Carrera
Debutó oficialmente el 3 de diciembre de 2010 en la victoria 2-1 del conjunto universitario contra Audax Italiano, ingresando por Diego Rivarola. Luego de escasas oportunidades con el primer equipo el año 2011, es enviado a préstamo a Puerto Montt para la temporada 2012. En agosto del mismo año vuelve a la U a pedido del director técnico Jorge Sampaoli, en busca de variantes en delantera tras la partida de Ángelo Henríquez al Manchester United de Inglaterra.
Para el año 2013,parte a préstamo a Barnechea de la Primera B de Chile por toda la temporada.

## Clubes
| Club                  | País    | Año       |
| --------------------- | ------- | --------- |
| Universidad de Chile  | Chile   | 2010-2011 |
| Deportes Puerto Montt | Chile   | 2012      |
| Universidad de Chile  | Chile   | 2012      |
| Barnechea             | Chile   | 2013      |
| Deportes Pintana      | Chile   | 2013-2016 |
| Kuala Lumpur FA       | Malasia | 2016      |
| Malleco Unido         | Chile   | 2017-2018 |

## Palmarés

### Campeonatos nacionales
| Título           | Club                 | País  | Año    |
| ---------------- | -------------------- | ----- | ------ |
| Primera División | Universidad de Chile | Chile | 2011-A |
| Primera División | Universidad de Chile | Chile | 2011-C |

- Datos: Q5274710